# Cardiff Rugby
Cardiff Rugby (in gallese Rygbi Caerdydd),  è una delle quattro formazioni professionistiche regionali gallesi di rugby a 15. Fino al 2021 la squadra era denominata Cardiff Blues (in gallese Gleision Caerdydd). Dalla stagione 2009/10 la squadra gioca al City Stadium di Cardiff ed è di proprietà del Cardiff RFC.
Il Cardiff Rugby disputa il campionato transfrontaliero dal 2021 noto come la United Rugby Championship, la Coppa Anglo-Gallese e la European Rugby Champions Cup per la quale si qualificata in tutte le stagioni dalla sua fondazione, ed è responsabili della diffusione e sviluppo del rugby nelle zone di Cardiff, Vale of Glamorgan, Rhondda Cynon Taf, Merthyr Tydfil e Powys sud.

## Storia
Fino alla stagione 2003-04 il rugby gallese era organizzato secondo un sistema di campionati piramidale, al cui vertice stavano 9 club professionistici. Il sistema era simile a quello della Premiership inglese e del Top 14 francese. Si comprese però che per ragioni economiche il Galles non poteva sostenere ancora 9 formazioni professionistiche
Sotto la spinta dell'allora CEO della Welsh Rugby Union David Moffett, i nove club - Bridgend RFC, Caerphilly RFC, Cardiff RFC, Ebbw Vale RFC, Llanelli RFC, Neath RFC, Newport RFC, Pontypridd RFC e Swansea RFC - iniziarono a cercare di riorganizzarsi in squadre "regionali".
Si raggiunse un accordo in base al quale al Cardiff RFC sarebbe stato permesso di restare un club autonomo, nel senso che non avrebbe dovuto fondersi con nessuno degli altri 8 club. Di conseguenza la prima squadra del Cardiff RFC fu ridenominata Cardiff Blues durante una presentazione pubblica che si tenne all'Hilton di Cardiff il 6 giugno 2003.
Nella stagione 2009-10, conquistando l'European Challenge Cup, sono stati la prima formazione gallese a vincere un titolo a livello europeo.

## La polemica sull'identità

Il logo dei Cardiff Blues in uso fino al 2021

Il giorno del lancio della nuova squadra nel giugno 2003, l'amministratore delegato Robert Norster disse:
(Robert Norster)
I tifosi identificarono la "nuova" squadra come una continuazione del Cardiff RFC e videro l'aggiunta del soprannome Blues come un semplice abbellimento di facciata. La stretta connessione con il Cardiff RFC fece sorgere un certo risentimento nei tifosi degli altri club gallesi, soprattutto in quelli del Pontypridd.
Varie volte fu chiesto ai Cardiff Blues di togliere "Cardiff" dal loro nome in modo da tagliare i legami con il vecchio Cardiff RFC, e di abbandonare il tradizionale blu chiaro delle maglie.
I sostenitori della proposta osservano come nel Super 14 squadre come i Bulls o i Crusaders giochino senza alcun toponimo nel loro nome. Le pressioni si intensificarono quando nel 2004 la squadra regionale dei Celtic Warriors venne sciolta. Tuttavia le richieste sono state respinte dalla dirigenza del club, forte del fatto che, quando nel 2003 venne fondato il nuovo club, il Cardiff aveva ottenuto lo status di club singolo e la società aveva fornito la maggior parte dei fondi e delle risorse tecniche necessaria alla creazione dei Blues.
A partire dalla stagione 2021-22 dello United Rugby Championship, la società ha cambiato nome eliminando la parola "Blues" per rimarcare il legame con lo storico club della capitale gallese Cardiff RFC pur mantenendo un legame con le società della regione.

## Colori sociali
Sin dalla fondazione, i colori della divisa dei Cardiff Blues sono stati gli stessi che tradizionalmente appartenevano al Cardiff RFC, ovvero blu Cambridge e nero.
Nel 2006 i Cardiff Blues cambiarono i propri colori non includendo più il nero nella divisa, una mossa che è stata interpretata come segno della volontà di iniziare a distinguersi dal Cardiff RFC
Nella stagione 2010-11 la divisa è stata nuovamente cambiata adottando una tonalità di blu più scura, lasciando solo pochi inserti del tradizionale e più chiaro blu Cambridge; potrebbe trattarsi di un nuovo tentativo di assumere un'identità autonoma.

## Regione di competenza

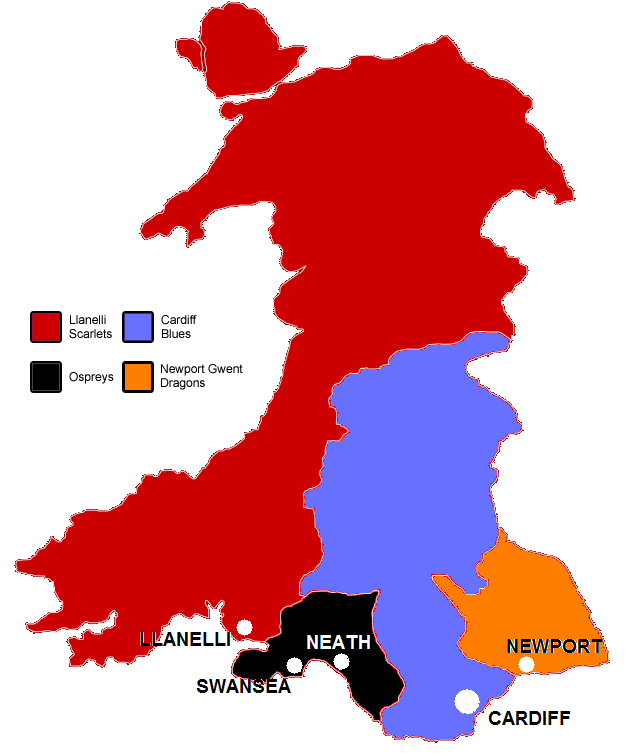
Mappa delle quattro regioni rugbistiche gallesi.

I Cardiff Blues hanno la responsabilità di curare lo sviluppo e la diffusione del rugby in una zona che comprende la città di Cardiff, il Vale of Glamorgan, le valli del Glamorgan orientale e il Breconshire.
Inizialmente la loro zona comprendeva solo Cardiff e il Vale of Glamorgan, ma venne espansa dopo la chiusura dei Celtic Warriors dopo una sola stagione. Il Cardiff RFC Ltd si serve di allenatori delle giovanili che collaborano con scuole e società della regione e gestisce un'accademia rugbistica per i migliori giocatori dai 16 anni in su.

## Campo di gioco
Dalla stagione 2009-10 i Cardiff Blues si sono trasferiti al nuovo Cardiff City Stadium di Leckwith, per il quale pagano un affitto al Cardiff City Football Club.
Secondo fonti del club Cardiff Blues e Cardiff City "condivideranno una sola biglietteria e gestiranno insieme i marchi all'interno dello stadio". Il Cardiff Athletic Club, proprietario dell'Arms Park e del 28% delle azioni del Cardiff Rugby Ltd ha recentemente deciso con una forte maggioranza di appoggiare il trasferimento nel nuovo stadio. L'accordo sarà per una concessione ventennale. Tuttavia la società disporrà ancora per quindici anni dell'affitto dell'Arms Park e continuerà ad udarlo per le partite di campionato del Cardiff RFC.
In precedenza anche i Cardiff Blues giocavano i loro incontri interni all'Arms Park, che si trova nei pressi del Millennium Stadium; per gli incontri di maggior richiamo talvolta si sono serviti dello stesso Millennium Stadium. Dal 2012 il club è tornato a giocare le partite di casa all'Arms Park.

## Palmarès
- Challenge Cup: 2
2009-10, 2017-18
- Coppe Anglo-Gallesi: 1
2008-09

## Giocatori

### Giocatori che hanno vestito la maglia dei Lions
I giocatori che seguono hanno vestito in almeno un'occasione la maglia dei British and Irish Lions.
- Gethin Jenkins: 2005, 2009
- Tom Shanklin: 2005, 2009
- Martyn Williams: 2005, 2009
- Leigh Halfpenny: 2009, 2013
- Andy Powell: 2009
- Jamie Roberts: 2009, 2013
- Sam Warburton: 2013, 2017
- Alex Cuthbert: 2013
- Kristian Dacey: 2017